# ووری له گرند
ووری له گرند (به فرانسوی: Vavray-le-Grand) یک کامین در فرانسه است که در Canton of Heiltz-le-Maurupt واقع شده‌است.

## خصوصیات
ووری له گرند ۷ کیلومترمربع مساحت و ۱۹۴ نفر جمعیت دارد و ۱۲۰ متر بالاتر از سطح دریا واقع شده‌است.